# Radomir, Bulgaria
Radomir (în bulgară Радомир) este un oraș în partea de vest a Bulgariei. Aparține de  Obștina Radomir, Regiunea Pernik.

## Demografie
Componența etnică a orașului Radomir
     Bulgari (85,57%)
     Romi (5,97%)
     Nicio identificare (8,11%)
     Altele (1,07%)
La recensământul din 2011, populația orașului Radomir era de 14.494 locuitori. Din punct de vedere etnic, majoritatea locuitorilor (85,57%) erau bulgari, cu o minoritate de romi (5,97%). Pentru 8,11% din locuitori nu este cunoscută apartenența etnică.